# Lijst van locaties uit Roodbaard
Dit is een lijst van locaties uit de stripreeks Roodbaard van Jean-Michel Charlier en Victor Hubinon.
Vrijwel alle locaties in de verhalen uit Roodbaard zijn werkelijk bestaande historische plaatsen, zoals die destijds (rond 1730) bestonden.

## Caraïben
- Barbuda, ontmoetingsplaats van het Engels-Spaans-Hollandse eskader dat werd samengesteld om Roodbaards basis op Duivelseiland te vernietigen. (album #9)

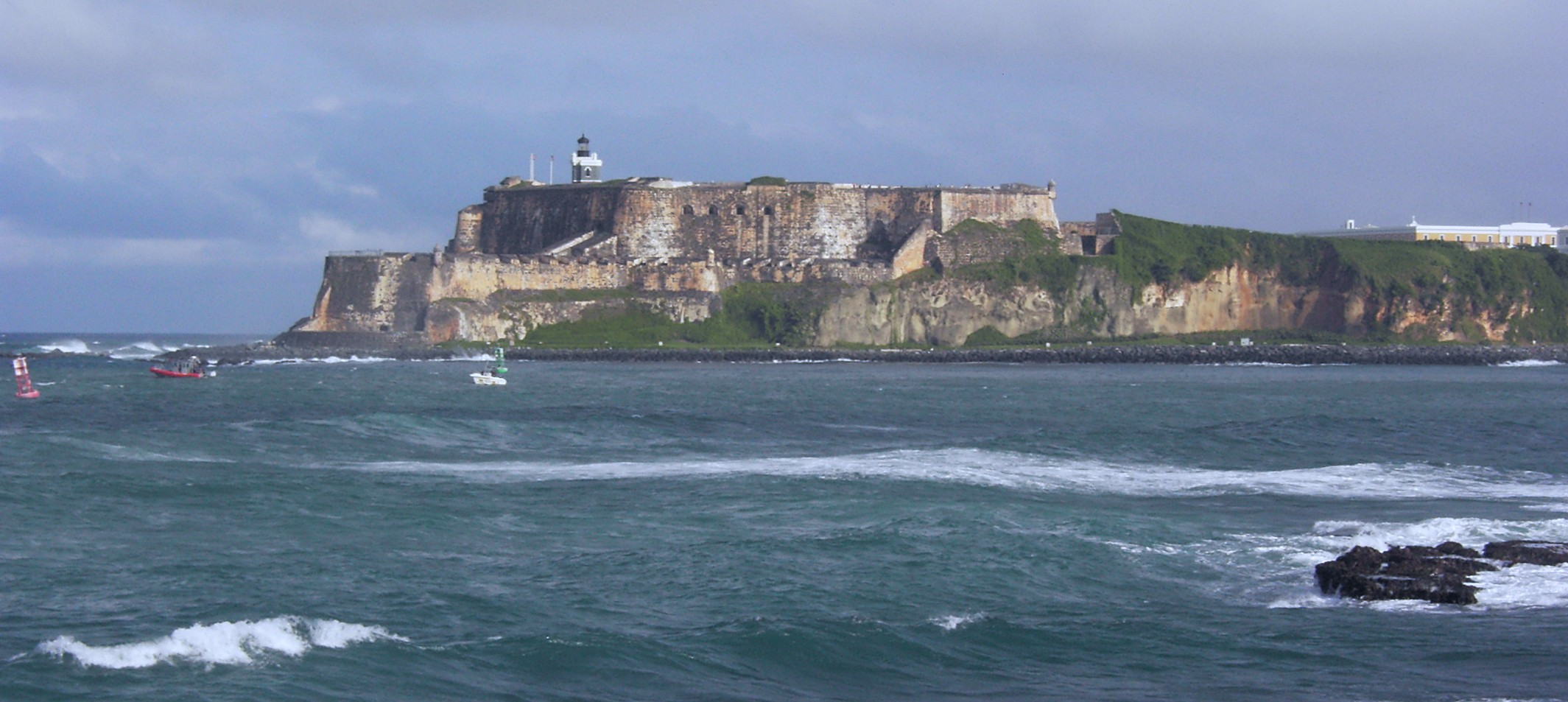
San Juan

- Tortuga (Schildpadeiland), een berucht boekanierseiland. (albums #9, #13, #18, #29, #31)
- Duivelseiland, basiseiland van Roodbaard. (albums #8, #9)
- Fort-de-France, belangrijkste Franse marinebasis in de Antillen. (album #11)
- San Juan, de plaats waar Erik in een kroeg contact kan laten opnemen met zijn vader Roodbaard. (album #12)
- Saint Croix, ontmoetingsplaats tussen Erik en Roodbaard. (album #12)
- Montego, plaats op Jamaica waar piratenkapitein Alvarez de Zwarte Valk stal. (album #13)
- Port-au-Prince, Franse havenplaats. (album #20)
- Grote Kaaimaneiland, eiland waar onder gouverneur Samuel Phips geroofde schepen worden omgebouwd. (albums #20, #21)
- Jamaica, de belangrijkste Engelse slavenmarkt in de Caraïben. (album #22, #31)
- Port-Margot, Franse havenstad. (album #29)
- Île de la Gonâve, Franse eiland waar gouverneur Roffet huist. (album #29)
- Cayemites, Franse eilanden waar de piraat de Slemper vanaf kwam. (album #29)
- Cap Français, eiland met Franse factorij onder leiding van Danel. (album #31)

## Zuidkust Noord-Amerika
- Everglades, plaats waar Roodbaards schat verborgen ligt. (album #10)
- New Orleans, waar Erik uit handen van de Franse gouverneur de Bienville een kaperbrief ontvangt. (albums #11, #14)
- Matagorda, Spaanse kolonie onder leiding van Don Enrique. (album #11)

## Midden-Amerika

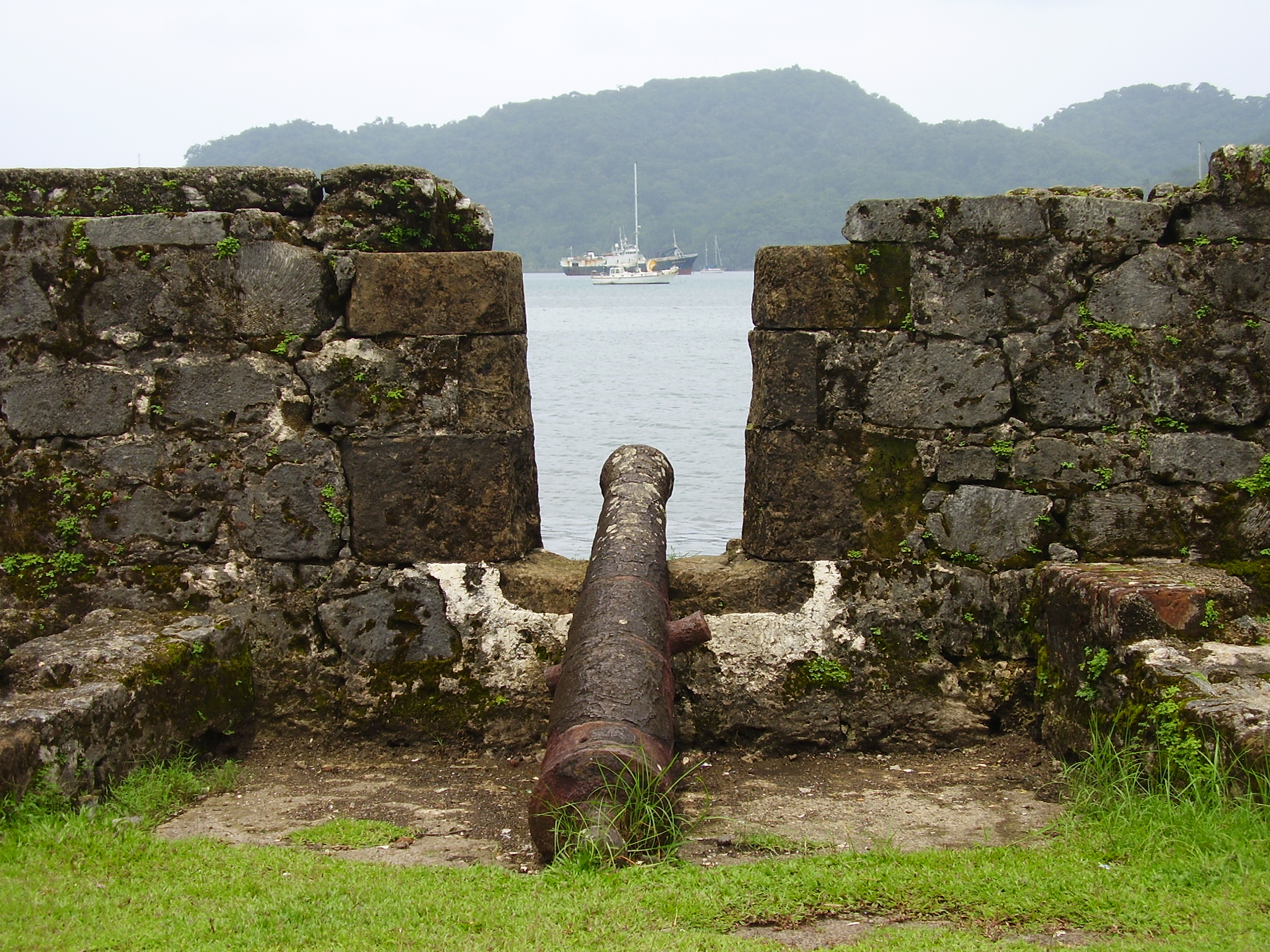
Porto Buello

- Vera Cruz, de belangrijkste havenplaats van Nieuw-Spanje. (albums #5, #18)
- Yucatán, plaats waar Judas de Zwarte Hond, de voormalige kapitein van Roodbaard regeert over de laatste afstammelingen van de Azteken. (albums #13, #20, #21, #23, #24)
- Mérida, Spaanse garnizoenstad op Yucatán. (album #21)
- Porto Buello, Spaanse garnizoenstad in Midden-Amerika. (albums #29, #30)

## Zuid-Amerika
- Cartagena, de hoofdstad van Nieuw-Spanje en hof van de onderkoning (albums #1, #7, #8)
- Kaap Hoorn, waar Dodemanseiland, het schateiland van piraat Henry Morgan in de buurt lag. (albums #6, #33)
- Machu Picchu, plaats waar de Inkaschat verborgen is. (albums #32, #33)
- Rio de Janeiro, Portugese havenstad waar Roodbaard, Baba en Anny door Erik van boord worden gezet. (album #32)
- Paracas, Spaanse garnizoenstad. (album #33)
- Cuzco, door de Spanjaarden veroverde Inkastad. (album #33)

## Europa

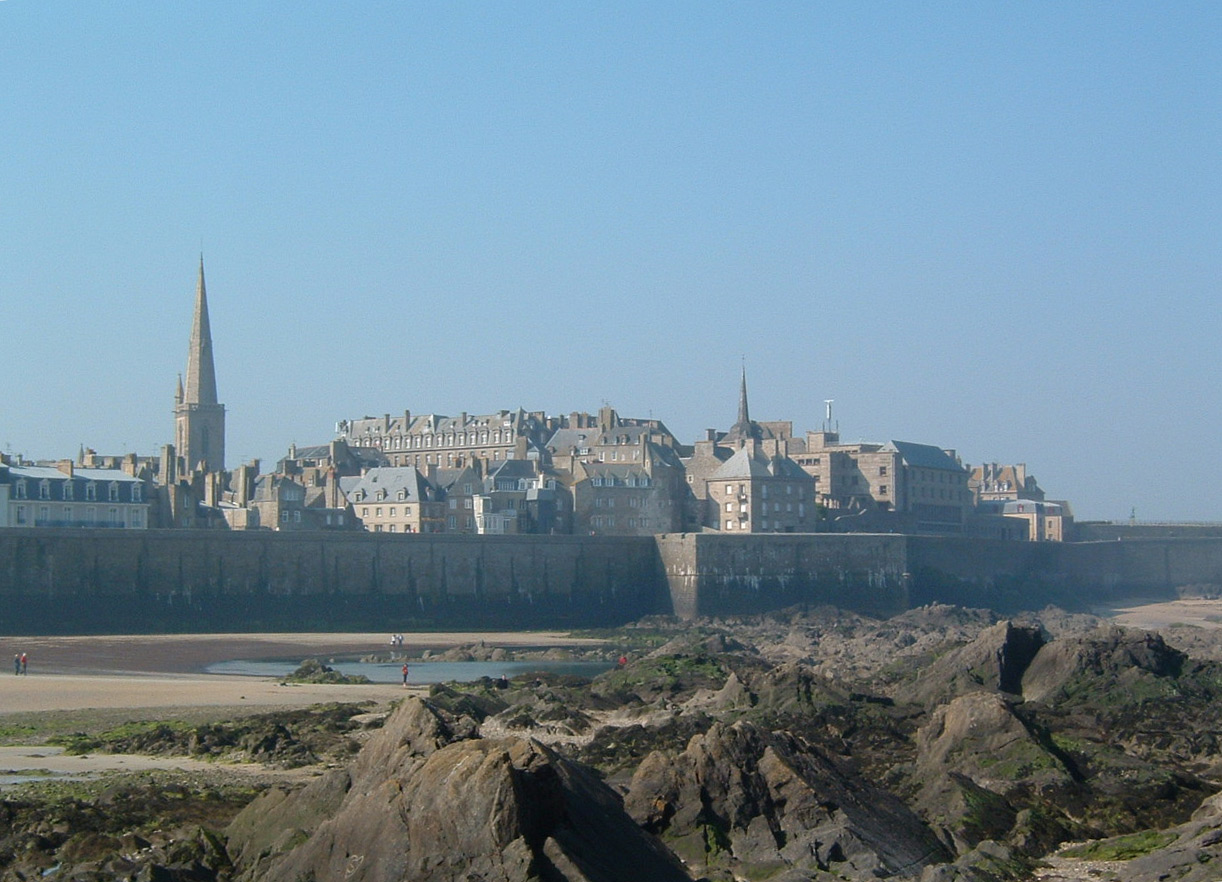
Saint-Malo

- Londen, waar Erik studeerde aan de koninklijke zeevaartschool. (album #2)
- Saint-Malo, de thuishaven van de schepen Belle Jeanne en Spotvogel van de reders Kermadieu. Erik heeft er een huis buiten de stad. (albums #3, #5, #6, #18)
- Golf van Korinthe, plaats waar de Franse oorlogsgalei Oceaan een zeegevecht met de Turkse vloot voert. (album #4)
- Mantoue, Frans hertogdom in het huidige Italië. (albums #14, #15, #19)
- Amsterdam, plaats waar Roodbaards nieuwe Zwarte Valk wordt gebouwd. (album #14)
- Luik, plaats met beroemde metaalgieterijen: hier werden de geweldige kanonnen Gog en Magog van de Zwarte Valk gegoten. (album #14)
- Valletta, plaats waar de Zwarte Valk in opdracht van Oostenrijk werd vastgehouden. Roodbaard weet uit te breken en komt na de slag in Algiers terug om voorraden in te nemen. (albums #15, #16)
- Dardanellen, zeestraat waar de Zwarte Valk de Bahadour opwacht. (albums #16, #19)
- Bastille, het beruchte gevangenis-kasteel in Parijs, waar Erik werd opgesloten en door Roodbaard werd bevrijd. (album #17)
- Istanboel, hoofdstad van het Ottomaans Rijk. Roodbaard weet hier door te dringen tot Topkapi, waar hij de Sultan gijzelt. (album #19)
- Coimbra, Portugese stad waar Roodbaard het reisverslag van Garcilaso de la Vega uit de Universiteit van Coimbra rooft. (album #32)
- La Rochelle, Franse havenplaats. (album #32)

## Afrika
- Algiers, belangrijke haven van de Moorse piraten. (albums #3, #14, #15, #16)
- Golf van Guinee, streek waar Baba oorspronkelijk vandaan komt en waar enkele bemanningsleden van de Zwarte Valk gevangen gehouden werden door de plaatselijke koning Mokotéké. (albums #22, #25)
- Bourbon, Frans eiland in de Indische Oceaan. (album #25)
- Moroni, eiland van de Comoren dat door Kharta wordt bestuurd. (album #28)
- Mohéli, basis van Anne Levasseur op de Comoren. (album #28)
- Fort Dauphin, Frans fort op Madagaskar. (album #28)
- Saint-Augustin (vermoedelijk Toliara), Engelse plaats op Madagaskar. (album #28)

## Azië

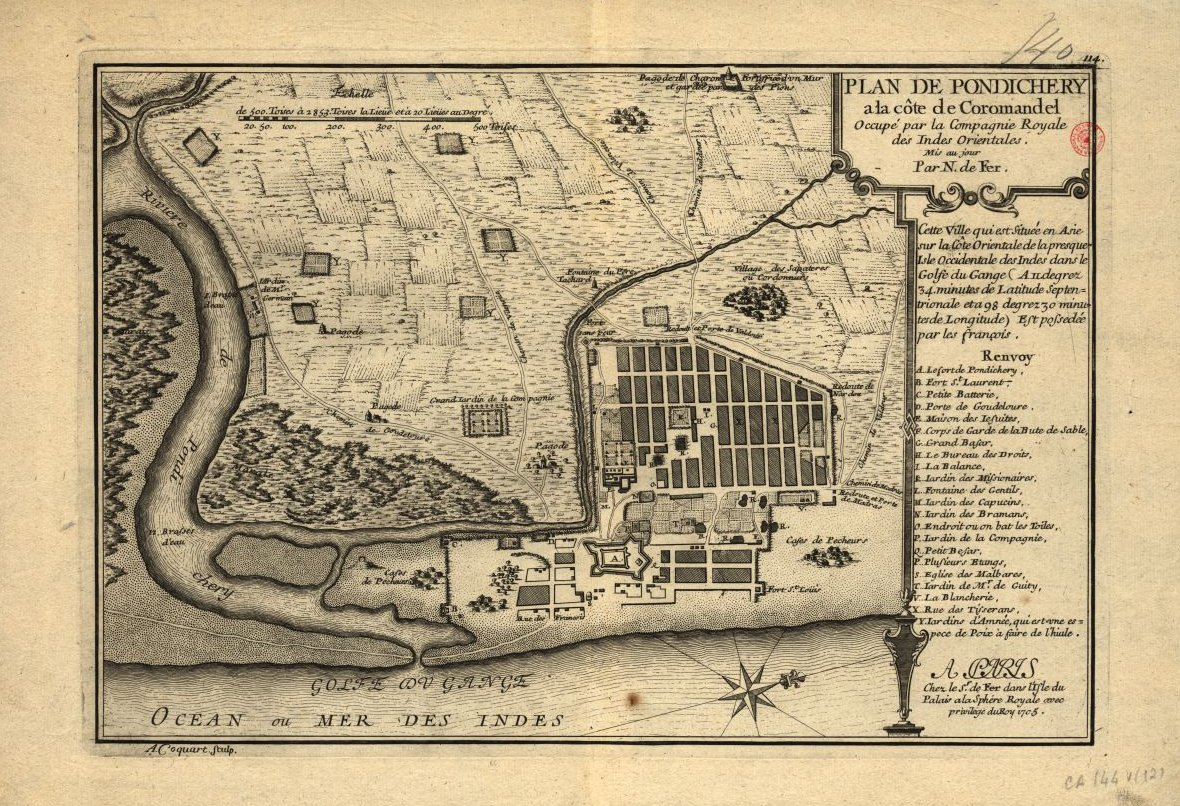
Plattegrond van Pondichéri

- Pondichéri, Franse stad in India. (album #25)
- Jaffna, hoofdkwartier van de door de Engelse gesteunde zeerovers op Ceylon, het huidige Sri Lanka. (album #25)
- Severndroog, eiland-fort van het Maratharijk. (album #26)
- Gwadar, havenstad van het Mogolrijk aan de Golf van Oman. (album #26)

## Fictieve plaatsen
- Dodemanseiland, schateiland van piraat Henry Morgan. (album #6)
- Moonfleet Bay, baai bij (het ook fictieve) Kernevac in Cornwall. (albums #34, #35)